# Olympe Mancini
Olympe Mancini (Roma, 11 de juliol de 1637 - Brussel·les, 9 d'octubre de 1708) pertanyent a la famosa família Mancini i fou Comtessa de Soissons.
En unió dels seus germans Laura i Philippo Paolo passà a França. La reina Anna d'Espanya s'interessà molt per la l'educació d'Olympe, la qual des de molt jove ja denotà que posseïa, igual que el seu oncle, l'esperit de l'ambició i de la intriga. Veient els galantejos dels que era objecte per part del monarca, pensà que podria cenyir la corona de França, però el rei mostrà més inclinació vers Marie, germana d'Olympe.
El 1657 va contraure matrimoni amb el comte de Soissons, Eugeni Maurici de Savoia-Carignan (Eugeni de Savoia), i el 1661 fou nomenada per a un alt càrrec en la servei de la reina Maria Teresa, arran del seu casament. Les intrigues galants l'ocuparen molt durant aquesta època de la seva vida, i va tenir per amant al marquès de Vardes, però, a conseqüència de les acusacions que llençaren contra la senyora de La Vallière i contra Enriqueta d'Anglaterra, fou invitada a deixar la cort per algun temps, i en quedar vídua el 1673, i se l'acusà d'haver enverinat al seu espòs, a la qual acusació donaren versemblança les seves relacions amb la cèlebre emmetzinadora Voisin.
S'havia signat contra Olympe un decret d'empresonament en La Bastilla, que no va poder portar-se compliment a causa de la precipitada fuga d'aquella. Es refugià a Brussel·les, on va admetre els galantejos del Duc de Parma, governador dels Països Baixos, i el 1686 es traslladà a Espanya al costat de la seva germana Marie; també se l'acusà, malgrat que sense fonament, d'haver enverinat la reina i de sortilegi vers el rei. Forçada a deixar la Península, tornà als Països Baixos, després de fer una visita a Anglaterra on vivia la seva germana Hortense.
Deixà tres filles i cinc fills, entre ells el príncep Eugeni de Savoia, vencedor contra els francesos a Ourdenaarde